# Cephalocera euryptera
Cephalocera euryptera är en tvåvingeart som beskrevs av Hesse 1969. Cephalocera euryptera ingår i släktet Cephalocera och familjen Mydidae. Inga underarter finns listade i Catalogue of Life.